# Campeonato Polonês de Voleibol Feminino
O Campeonato Polonês de Voleibol Feminino (Liga Siatkówki Kobiet em polonês) ou Tauron Liga por motivos de naming rights é a mais importante competição de clubes de voleibol feminino da Polônia. Foi criada em 2005 depois da Seleção Polonesa se sagrar bicampeã do Campeonato Europeu. Na temporada 2020/2021 passou a denominar-se Tauron Liga por questões contratuais.
Na realidade a Superliga Polonesa existe desde 1929, mas de uma forma amadora, porém apenas em 2005 a Federação de Vôlei Polaca passou a organizar o torneio . 
As três equipes melhores colocadas no torneio, se classificam para a Champions League e as duas subsequentes (4° e 5° lugares) se classificam para a CEV Cup e o 6° e 7° colocados disputam a Challenge Cup.

## Resultados
| Temporada | Temporada | Campeão                            | Vice-campeão                       | 3.° colocado                       |
| --------- | --------- | ---------------------------------- | ---------------------------------- | ---------------------------------- |
| 1.        | 2005-06   | Muszynianka Fakro Muszyna          | PTPS Nafta-Gaz Piła                | Grześki Goplana Kalisz             |
| 2.        | 2006-07   | Winiary Kalisz                     | PTPS Farmutil Piła                 | BKS Aluprof Bielsko-Biała          |
| 3.        | 2007-08   | Muszynianka Fakro Muszyna          | PTPS Farmutil Piła                 | Winiary-Bakalland Kalisz           |
| 4.        | 2008-09   | Muszynianka Fakro Muszyna          | BKS Aluprof Bielsko-Biała          | PTPS Farmutil Piła                 |
| 5.        | 2009-10   | BKS Aluprof Bielsko-Biała          | Bank BPS Muszynianka Fakro Muszyna | Enion Energia MKS Dąbrowa Górnicza |
| 6.        | 2010-11   | Bank BPS Muszynianka Fakro Muszyna | Atom Trefl Sopot                   | BKS Aluprof Bielsko-Biała          |
| 7.        | 2011-12   | Atom Trefl Sopot                   | Bank BPS Muszynianka Fakro Muszyna | Tauron MKS Dąbrowa Górnicza        |
| 8.        | 2012-13   | Atom Trefl Sopot                   | Tauron MKS Dąbrowa Górnicza        | Bank BPS Muszynianka Fakro Muszyna |
| 9.        | 2013-14   | Chemik Police                      | Impel Wrocław                      | Atom Trefl Sopot                   |
| 10.       | 2014-15   | Chemik Police                      | Atom Trefl Sopot                   | Polski Cukier Muszynianka Muszyna  |
| 11.       | 2015-16   | Chemik Police                      | Atom Trefl Sopot                   | Impel Wrocław                      |
| 12.       | 2016-17   | Chemik Police                      | Grot Budowlani Łódź                | KS Developres Rzeszów              |
| 13.       | 2017-18   | Chemik Police                      | ŁKS Commercecon Łódź               | Grot Budowlani Łódź                |
| 14.       | 2018-19   | ŁKS Commercecon Łódź               | Grot Budowlani Łódź                | KS Developres Rzeszów              |
| 15.       | 2019-20   | Chemik Police                      | KS Developres Rzeszów              | ŁKS Commercecon Łódź               |
| 16.       | 2020-21   | Chemik Police                      | KS Developres Rzeszów              | ŁKS Commercecon Łódź               |
| 17.       | 2021-22   | Chemik Police                      | Developres Rzeszów                 | ŁKS Commercecon Łódź               |
| 18.       | 2022-23   | ŁKS Commercecon Łódź               | Developres Rzeszów                 | Grot Budowlani Łódź                |
| 19.       | 2023-24   | Chemik Police                      | PGE Rysice Rzeszów                 | BKS BOSTIK Bielsko-Biała           |